# Магомедов, Магомед Гаджиевич (юрист)
Магомед Гаджиевич Магомедов (16 января 1957, Кубачи, Дахадаевский район — 15 января 2013, Махачкала) — российский государственный деятель. Член президиума Верховного суда Дагестана. По национальности — даргинец.

## Биография
Родился 16 января 1957 года в селе Кубачи Дахадаевский района Дагестана.
В 1980 году окончил юридический факультет Дагестанского государственного университета.
В 1983 году был избран судьей Ленинского районного суда города Махачкалы.
В 1987—1995 годах работал адвокатом Махачкалинской юридической консультации.
С 1995 года занимал должность судьи Верховного суда Республики Дагестан.
6 июня 2005 года был назначен членом президиума Верховного суда Республики Дагестан.
В 2004 году Магомедов вынес приговор по громкому делу о террористическом акте 9 мая 2002 года в городе Каспийске. Дело рассматривалось судом присяжных заседателей.

«Последнее судебное дело проходило под председательством Магомедова 18 декабря 2012 года, суд вынес обвинительный приговор трем жителям Кизлярского района Дагестана, которые обвинялись в участии в незаконном вооруженном формировании. Тогда жители Дагестана Рамазан Магомедов, Шуайбгаджи Магомедов и Абдулжапар Лабазангаджиев были приговорены Верховным судом к срокам от 8 до 10 лет лишения свободы», — рассказал источник агентства РИА Новости.

15 января 2013 года убит в 21:00 рядом с домом в Махачкале.
Магомедов обычно передвигался по городу в сопровождении охраны, но в январе 2013 года он находился в отпуске, и в момент покушения охраны рядом не было.
В качестве приоритетной версии убийства следователи рассматривали профессиональную деятельность судьи.
Похоронен в родном селе Кубачи.

## Семья
Жена — Магомедова Г. Г. В браке с 1981 г. В браке родились четверо детей: сын и трое дочерей.

## Награды
Был удостоен звания заслуженный юрист республики Дагестан.